# Kash Patel
Kashyap "Kash" Patel, född 25 februari 1980, är en amerikansk republikansk advokat och statstjänsteman.

## Biografi
Patel har tidigare tjänstgjort som tjänsteman i USA:s nationella säkerhetsråd, senior rådgivare till den tillförordnade chefen för den nationella underrättelsetjänsten och stabschef till USA:s tillförordnade försvarsminister under Trumps första presidentskap.
Patel är medlem av det republikanska partiet och arbetade som senior medhjälpare till kongressledamoten Devin Nunes under dennes tid som ordförande för representanthusets underrättelseutskott. Han började sin karriär som federal offentlig försvarare, federal åklagare som arbetade med nationella säkerhetsärenden och som juridisk kontaktperson för USA:s väpnade styrkor.
Patel hade en betydande roll för att hjälpa Republikanerna under de långa utredningarna av Donald Trump, inklusive utredningarna om rysk inblandning i valet 2016. I november 2024 utsåg Donald Trump Patel till sin kandidat till chef för FBI. Detta för att efterträda FBI-chefen Christopher A. Wray som verkat under Joe Bidens administration. I samband med detta passade Trump också på att lovorda Patel, att han är en "briljant advokat, utredare och 'Amerika först'-kämpe" som  tillbringat sin karriär med att avslöja korruption, försvara rättvisan och skydda det amerikanska folket."